# Skordiski
Skordiski (latinsko Scordisci, grško Σχορδισχοι) so bili keltsko pleme, ki se je naselilo v antični dobi (okoli 4. stol. pr. n. št.) na obalah reke Morave na ozemlju današnje Srbije.
Skordiski so si leta 292 pr. n. št. pokorili ilirsko pleme Avtariatov,
leta 278 pr. n. št. pa so se udeležili plenilskega pohoda v Grčijo na Delfe in se pozneje ustalili vzdolž srednje in spodnje Save (na področju Srema in vzhodne Slavonije). Skordisko pleme je bilo sestavljeno - kot kaže - iz večjega števila keltskih rodov in raznih satelitskih skupin. Antični geografi in etnografi so jih delili na Velike (naseljeni v Posavju do Morave) in Male Skordiske (naseljene vzhodno od Morave). Na zahodu so mejili na rodovne skupine Tavriskov, v Pomoravju pa na Dardance. V času političnega vzpona so bili nevarni nasprotnik vsem sosedom in so plenili tja do Makedonskih meja, kjer so sredi 2. stoletja pr. n. št. prišli v spor z Rimom. Rimska armada je njihovo vojaško moč oslabila in jih zavrnila v več zaporednih vojaških udarih in jih končno pregnali v Posavje. Mali Skordiski so bili absorbirani od sosednjih Mezov, Tribalov in Tračanov, nekaj pa se jih je umaknilo proti središču Panonije. Velike Skordiske je zelo prizadel Boirebistov udar iz Dakije sredi 1. stol. pr. n. št., ki je zlomil tudi keltske Boje in Tavriske in sprožil s tem hkrati preplah v rimskih krogih. Moč Skordiskov je počasi usahnila in po rimski zasedbi so naseljevali le še nekaj ozemlja okoli mesta Dassinnae (današnji Petrovci v Sremu).
Skordiskom je poleg njihove številčnosti dajalo moč in osnovo za politično širitev naplenjeno blago. Živeli so na rodovitnem področju, bogastvo pa jim je dotekalo tudi od intenzivnega rečnega transporta. Kljub temu pa je bilo to premalo za nadaljnji gospodarski razcvet. Tega so v njihovem času in na balkanskem prostoru dovoljevali samo rudniki, ki pa jih sami niso imeli in to jim je onemogočilo prudukcijsko neodvisnost in počasi spodkopalo njihovo življenjsko moč.